# Tsuneyoshi Takeda
Tsuneyoshi Takeda dit aussi Prince Takeda était le fils du prince Tsunehisa Takeda et de la princesse Masako Tsune-no-miya, il est né le 3 mars 1909 à Tokyo et mort le 12 mai 1992 à 83 ans. Il était le cousin de Hirohito.

## Carrière militaire
Le prince Takeda fut diplômé en 1930 de l'Académie militaire. Il atteignit le grade de major en août 1940. Trois ans plus tard, il fut promu lieutenant-colonel. Il se distingua pour ses tactiques déployées lors de la bataille de Guadalcanal.
De la fin de 1944 jusqu'à l'arrêt de la guerre, il fit partie du quartier général de l'armée du Guandong, ce qui l'amena entre autres à visiter les installations de l'unité 731. Selon un vétéran de cette unité ayant témoigné en juillet 1994 à Morioka, lors d'une exposition itinérante sur les expérimentations menées par Shirō Ishii, Takeda assista notamment à des tests extérieurs destinés à mesurer l'effet de gaz toxique sur une trentaine de prisonniers. Les princes Takeda et Takahito Mikasa assistèrent de plus à une projection spéciale donnée par Shirō Ishii d'un film montrant les avions impériaux larguant des bombes en céramique contenant des puces porteuses de la peste au-dessus de Ningbo en 1940.

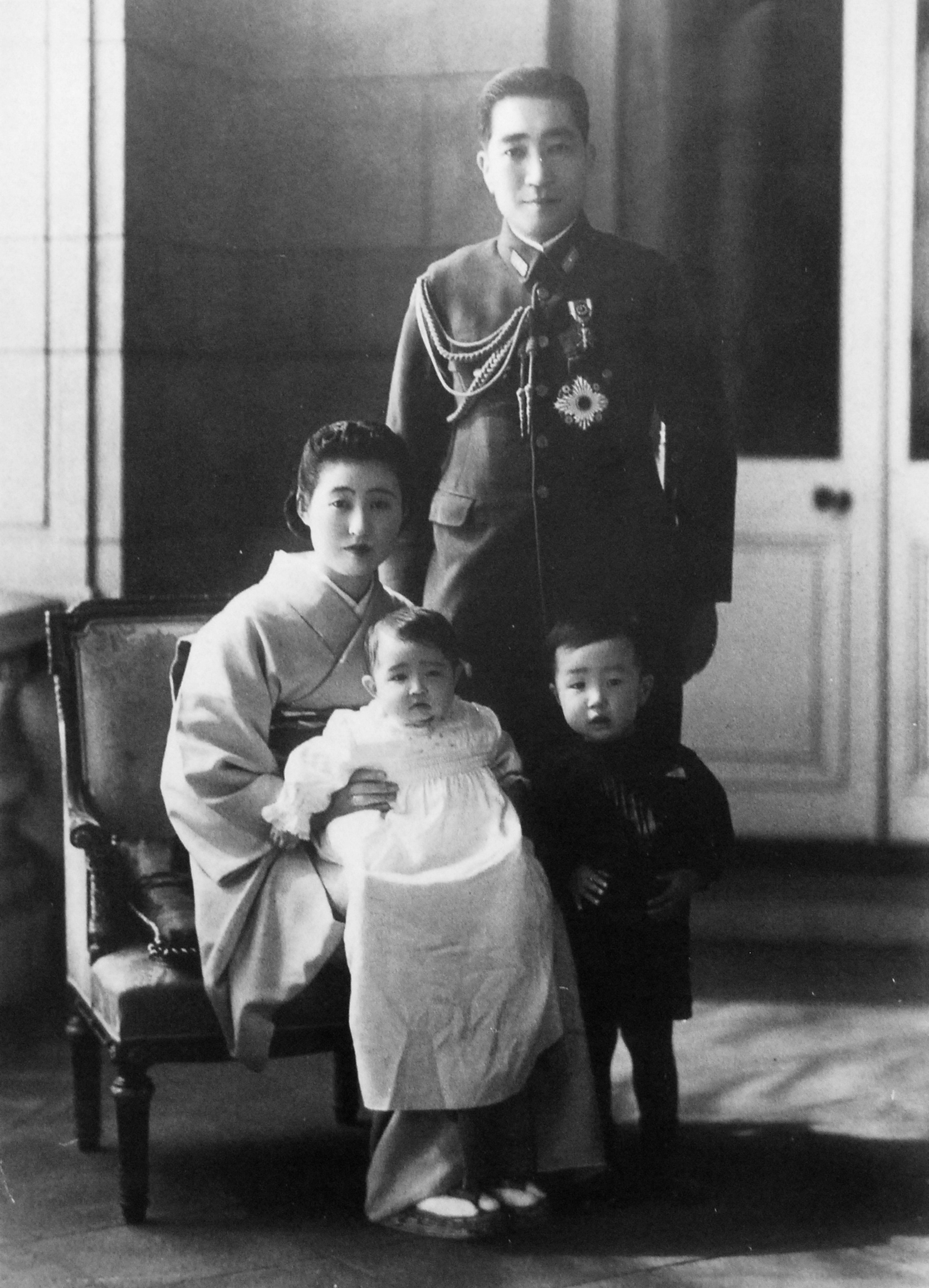
Takeda avec son épouse, la princesse Mitsuko Sanjo, et leurs deux enfants aînés en 1942

Selon les auteurs Peggy et Sterling Seagrave, Takeda fut le maître d'œuvre, avec le prince Yasuhito Chichibu, de l'opération Lys d'or par laquelle le régime Shōwa pilla les richesses des pays conquis et regroupés dans la Sphère de coprospérité de la grande Asie orientale.
Comme tous les membres de la famille impériale, le prince fut exonéré de poursuites criminelles devant le Tribunal de Tokyo par Douglas MacArthur.

## Fonctions après la guerre
Le prince eut également la fonction de président du comité d'organisation des Jeux olympiques d'été de 1964 à Tokyo et des Jeux olympiques d'hiver de 1972 à Sapporo. Entre 1967 et 1981, il siégea au CIO.
Il mourut le 12 mai 1992 d'une crise cardiaque.
Son 3e fils Tsunekazu Takeda est également membre du CIO.